# Amblyomma scalpturatum
Amblyomma scalpturatum är en fästingart som beskrevs av Neumann 1906. Amblyomma scalpturatum ingår i släktet Amblyomma och familjen hårda fästingar. Inga underarter finns listade i Catalogue of Life.